# Força Terrestre Lituana
La Força Terrestre Lituana constitueix la columna vertebral de la defensa del país, pot actuar com una part integral de les forces de l'OTAN. La Força Terrestre Lituana consisteix d'una única brigada, el Batalló d'Enginyers i els Voluntaris de la Defensa Nacional.

## Estructura
L'element principal de la Força Terrestre és una única brigada d'infanteria mecanitzada, la Brigada d'Infanteria Motoritzada Llop de Ferro. La que es forma al voltant de tres de batallons mecanitzats d'infanteria i un batalló d'artilleria, tots amb noms de Grans Ducs de Lituània com ja és la tradició de les Forces Armades de Lituània.
A més a més de la brigada d'infanteria, la Força Terrestre manté tres batallons addicionals d'infanteria motoritzada, un d'ells té la tasca de donar suport a les operacions tant en l'àmbit nacional com a l'estranger, un altre l'obligació principal de la defensa del territori lituà, i el tercer és principalment una unitat de formació.
El Batalló d'Enginyers Juozas Vitkus, és responsable de la remoció de mines, la construcció de ponts flotants, tasques de fer esclatar artefactes que es troben sense detonar, enginyeria sota l'aigua, i la participació en operacions de cerca i rescat. Aquest escamot està disponible per a participar en operacions internacionals. A partir del 2008, les Forces Armades de Lituània van iniciar amb una durada de deu anys, una continuada neteja del territori lituà d'explosius de la Primera i Segona Guerra Mundial, i a les antigues bases militars de Les Forces Armades de la Unió Soviètica.
Com a part integrant de la Força Terrestre, els Voluntaris de la Defensa Nacional han estat col·laborant des de l'inici del moviment nacional per a la independència. Els voluntaris actuen sense problemes junt amb els aliats durant les operacions militars i s'han assignat noves missions: per augmentar les forces regulars, per desplegar les unitats individuals i capacitats específiques de les operacions internacionals, per contribuir al suport del país amfitrió i per fer costat a les autoritats civils.

## Unitats
Brigada d'Infanteria Motoritzada Llop de Ferro:
 Batalló d'Infanteria mecanitzat Rei Mindaugas
 Batalló d'Infanteria mecanitzat Gran Duc Algirdas
 Batalló d'Infanteria mecanitzat Gran Duquesa Birutė
 Batalló d'Infanteria mecanitzat Gran Duc Kęstutis
 Batalló d'artilleria General Romualdas Giedraitis
 Batalló de Forces de Suport Duc Vaidotas
 Batalló d'Enginyers Juozas Vitkus

 Voluntaris de la Defensa Nacional

## Les missions internacionals
Lituània ha participat en missions internacionals a Kosovo, Afganistan i Bòsnia. La força principal està actualment (2013) a l'Afganistan. En aquest moment hi ha més de 200 soldats que serveixen en terra estrangera.
| Localització | Missió                                           | Número |
| ------------ | ------------------------------------------------ | ------ |
| Afganistan   | Força Internacional d'Assistència i de Seguretat | 268    |
| Bòsnia       | EUFOR-ALTHEA                                     | 20     |